# Стоунуол Джаксън
Томас Джонатан „Стоунуол“ Джаксън (на английски: Thomas Jonathan „Stonewall“ Jackson; 21 януари 1824 – 10 май 1863) е американски генерал от Армията на Конфедеративните американски щати по време на Американската гражданска война.
Той е най-почитаният генерал на Конфедерацията след Робърт Лий, под чието командване служи като командир на корпус в Армията на Северна Вирджиния. Военните историци считат Томас Джаксън за един от най-даровитите тактически командири в историята на САЩ. Неговият Долинен поход през 1862 г. и обкръжаването на Съюзната армия при Чансълърсвил през 1863 г. и до днес се изучават като пример за изобретателно и дръзко пълководство. Той се проявява отлично и в първата битка при Бул Рън, втората битка при Бул Рън, битките при Антиетам и Фредериксбърг. Войник или войници от Конфедеративен преден пост случайно го прострелва(т) по време на битката при Чансълърсвил привечер на 2 май 1863 г. Ръката му е ампутирана и на 10 май Джаксън умира от пневмония. Смъртта му е голяма загуба за Конфедерацията, въздействайки не само на военните ѝ перспективи, но и на бойния дух на армията и на обществото.

## Ранни години
Томас Джаксън е третото дете на Джулия Бекут Джаксън (родена Нийл) (1798 – 1831) и Джонатан Джаксън (1790 – 1826), адвокат. И двамата му родители са от Вирджиния. Когато Томас се ражда, семейството живее в Кларксбърг, дн. в Западна Вирджиния. Дадено му е името на дядо му по майчина линия. Шестгодишната сестра на Томас Елизабет умира от коремен тиф на 6 март 1826 г., докато двугодишния Томас седи на леглото ѝ. Баща му умира от същата болест на 26 март. Майка му ражда сестра му Лора Ан на следващия ден след смъртта на баща му. Джулия Джаксън продава притежанията на семейството, за да изплати дълговете, които е наследила от мъжа си. Тя отказва семейно благотворителство и се премества в малка едностайна къща под наем. Тя шие и преподава, за да издържа себе си и децата си в продължение на около четири години.
През 1830 г. Джулия Джаксън се омъжва повторно. Новият ѝ съпруг, Блейк Удсън, не харесва доведените си деца. Финансовите проблеми продължават. На следващата година, след усложнения при раждането на полубрата на Томас Уилям тя умира.

### Джаксънс Мил
Томас Джаксън и сестра му Лора са изпратени при чичо си Къминс Джаксън. който притежава мелница в Джаксънс мил (дн. в Западна Вирджиния). Къминс Джаксън е строг с Томас, който се отнася към него като към учител. Братът на Томас Уорън отива да живее с роднини по майчина линия, но през 1841 г. умира от туберкулоза на 20-годишна възраст.
Томас Джаксън помага във фермата на чичо си, пасейки овце с овчарско куче, карайки волове и помагайки при прибирането на реколтата от пшеница и царевица. Той посещава училище, където и когато това е възможно. До голяма степен той се самообразова. Веднъж сключва сделка с един от робите на чичо си да му дава уроци по четене в замяна на борови чворове, които той пали, за да може да чете през нощта. Законът на Вирджиния, приет след бунта на Нат Търнър през 1831 г., забранява даването на уроци по четене на роб, свободен негър или мулат, но Томас удържа на обещанието си. След като се научава да чете, робът избягва в Канада. В по-късните си години в Джаксънс Мил Томас е учител.

### Уест Пойнт
През 1842 г. Джаксън е приет във Военната академия на САЩ в Уест Пойнт, Ню Йорк на мястото на кадет Гибсън Бучър, който прекарва в академията само един ден. Заради недостатъчното си образование той има трудности с приемните изпити и започва образованието си на дъното на випуска. С упоритост Джаксън преодолява изоставането си и завършва 17-и от 59 души през 1846 г. Негови съвипускници казват, че ако е останал още една година би завършил първи.

## Мексиканско-американска война
Джаксън започва кариерата си в армията на САЩ като почетен (временен) младши лейтенант в Първи артилерийски полк и е изпратен да се бие в Мексиканско-американската война през 1846 – 1848 г. Той участва в обсадата на Вера Круз и в битките при Контрерас, Чапултепек и Мексико Сити, спечелвайки две почетни повишения и постоянния чин лейтенант. В Мексико Джаксън се среща с Робърт Лий.
По време на щурма на замъка Чапултепек Джаксън отказва да се подчини на „лоша заповед“ по негово мнение. Когато му се противопоставя по-висш офицер, той обяснява замисъла си, твърдейки, че отстъплението би било по-опасно от продължаването на неравния артилерийски дуел. Неговата преценка се оказва вярна и подкрепителна бригада успява да използва преимуществото, което Джаксън е постигнал. В контраст с това показване на характер, той се подчинява на друга „лоша заповед“, като открива артилерийски огън по цивилна тълпа, след като мексиканските власти отказват да предадат Мексико Сити в часа, посочен от американците. Поради действието му при Чапултепек и по-късно агресивно действие срещу отстъпващата мексиканска армия Джаксън е повишен в чин почетен майор.

## Лексингтън и Военният институт на Вирджиния
През пролетта на 1851 г. Джаксън напуска армията и приема новосъздаден преподавателски пост във Военния институт на Вирджиния (ВИВ) в Лексингтън, Вирджиния. Той става професор по естествена и експериментална философия и артилерийски инструктор. Уроците на Джаксън се използват и днес, тъй като засягат непреходната същност на военното изкуство: дисциплина, подвижност, оценка на силата и намеренията на противника и прикриване на собствените и ефикасността на артилерията в комбинация с пехотна офанзива.
Въпреки качеството на работата си обаче той не е популярен като учител. Той запаметява лекциите си и след това ги рецитира в час. Студентите, които идват за допълнителна помощ, получават същия отговор, а ако попитат повторно, Джаксън гледа на това като на неподчинение и ги наказва. Студентите се подиграват на неговата стриктна, религиозна природа и на ексцентричните му черти и му дават прякорите „Том глупака Джаксън“ и „Старата синя светлина“. През 1856 г. група завършили студенти се опитват да свалят Джаксън от поста му.
През 1853 г. Джаксън се жени за Елинор Джънкин, чийто баща е президент на Колежа Уошингтън (дн. Университет Уошингтън и Лий) в Лексингтън. Към резиденцията на президента на колежа е пристроена къща за семейство Джаксън, която по-късно е обитавана от Робърт Лий, когато той става президент на колежа и сега е известна като къщата Джаксън-Лий. Елинор ражда мъртво дете на 22 октомври 1854 г. и умира от кръвоизлива, причинен от раждането. През лятото на 1856 г. Джаксън посещава Белгия, Франция, Германия, Швейцария, Англия и Шотландия и след завръщането си се жени повторно за Мери Ана Морисън, чийто баща е президент на Колежа Дейвидсън в Северна Каролина. Дъщеря им, Мери Греъм, родена на 30 април 1858 г., умира след няколко месеца, а втората им дъщеря, родена няколко месеца преди смъртта на баща си през 1862 г., е наречена Джулия Лора.
Джаксън е малко познат на белите жители на Лексингтън, но сред негрите в града, както свободни, така и роби, е почитан. Той способства за организирането през 1855 г. на неделни уроци за негри в Презвитерианската църква. Втората му съпруга, Мери Ана Джаксън, преподава заедно с него и „той предпочиташе трудът ми да бъде насочен към тъмнокожите деца, вярвайки, че е по-важно и полезно да се постави силната ръка на Евангелието в невежата африканска раса, за да бъдат въздигнати“. Пастор Уилям Уайт описва отношението между Джаксън и неговите ученици от неделното училище: „В религиозното обучение той беше много успешен. Неговата дисциплина беше системна и твърда, но много вежлива... Неговите слуги го почитаха и го обичаха, както биха сторили за брат или баща. Той подчертано беше приятел на чернокожите.“ Той се обръща към учениците си поименно, а те му отвръщат с обич с „майор Марс“.
Семейството на Джаксън притежава 6-има роби през 1850-те години. Три (Хети, Сайръс и Джордж, майка и синовете ѝ юноши) са получени като сватбен подарък. Друг, Албърт, го моли да го купи и да му позволи да работи за свободата си; той работи като сервитьор в един хотел в Лексингтън и Джаксън го заема на ВИВ. Ейми също иска от Джаксън да я купи на обществен търг и тя служи на семейството като готвачка и икономка. Ема е 4-годишно сираче с учебен недъг, прието от Джаксън като подарък за добре дошли от даден от възрастна вдовица на втората му съпруга. След началото на Гражданската война Джаксън или продава, или заема робите си.
Джаксън купува единствената къща, която притежава в Лексингтън през 1859 г. Той живее в построената през 1801 г. къща в продължение на две години. след което я напуска, за да участва във войната и не се връща повече.
През ноември 1859 г. по молба на губернатора на Вирджиния майор Уилям Гилхам Джаксън води контингент от курсанти в гр. Чарлс, за да охраняват екзекуцията на войнствения аболиционист (застъпник за освобождаването на робите) Джон Браун след неговия набег над федералния арсенал в Харпърс Фери, дн. в Западна Вирджиния. Майор Джаксън командва артилерията, състояща се от 2 гаубици, обслужвани от 21 курсанти.

## Гражданска война
След избухването на Гражданската война през 1861 г. Джаксън става инструктор на някои от многото наборници в Армията на Конфедерацията. На 27 април 1861 г. губернаторът на Вирджиния Джон Лечър заповядва на полк. Джаксън да поеме командването на Харпърс Фери, където той ще събере и командва знаменитата Бригада „Стоунуол“ (Каменна стена), състояща се от 2-ри, 4-ти, 5-и, 27-и и 33-ти Вирджински пехотен полк. Всичките тези части са от долината Шенандоа във Вирджиния. Джаксън става известен за неспирното трениране на войниците си. Той вярва, че дисциплината е жизненоважна за успех на бойното поле. На 17 юни е повишен в чин бригаден генерал.

### Първа битка при Бул Рън
Джаксън става известен и спечелва прякора си „Стоунуол“ в първата битка при Бул Рън. Когато Конфедеративните линии започват да рухват под тежкия натиск на войниците на Съюза, бригадата на Джаксън предоставя решаващи подкрепления на Хенри Хаус Хил, демонстрирайки дисциплината, която е въдворил сред мъжете си. Бриг. ген. Барнард Елиът Бий призовава собствените си войници да се поправят, викайки: „Ето там Джаксън е застанал като каменна стена. Нека се решим да умрем тук и ще победим. Следвайте ме.“ Около изявлението и намерението на Бий има противоречие, което не е разрешено, поради смъртта му скоро след като го е изрекъл, а подчинените му не пишат доклади за битката. Майор Бърнет Рет, началник на щаба на ген. Джоузеф Джонсън твърди, че Бий е бил ядосан поради неидването на Джаксън незабавно на помощ на неговата и на Франсис Бартоу бригада, когато те са били под голям натиск. Въпреки противоречието, бригадата на Джаксън, известна занапред като Бригадата Стоунуол, спира устрема на Съюза и дава повече жертви, от която и да било друга бригада на Юга през този ден. След битката Джаксън е повишен в чин генерал-майор (7 октомври 1861 г.) и му е дадено командването на Долинния окръг, с щаб-квартира в Уинчестър.

### Долинен поход
През пролетта на 1862 г. командваната от генерал-майор Джордж Макклелан многобройна Армия на Потомак се доближава до Ричмънд от югоизток в Полуостровния поход, големият корпус на ген.-м. Ървин МакДауъл се кани да удари Ричмънд от север, а армията на ген.-м. Натаниъл Банкс заплашва долината Шенандоа. На Джаксън е заповядано от Ричмънд да действа в Долината, за да неутрализира заплахата на Банкс и да предотврати подкреплението на Макклелан от МакДауъл. Джаксън притежава комбинация от дързост, отлично познаване и използване на терена и способността да вдъхнови войниците си да постигнат подвизи в преходите и боевете, която му позволява да надделее над лошо координираните и понякога плахи действия на противниците му.
Кампанията започва с тактическо поражение при Кернстаун на 23 март 1862 г., когато погрешно разузнаване го кара да вярва, че напада много по-малка сила, отколкото всъщност е там, но тя се превръща в стратегическа победа, принуждавайки президента на САЩ Ейбръхам Линкълн да задържи войските на Банкс в долината, а корпусът на МакДауъл от 30 000 души близо до Фредериксбърг, изваждайки по този начин около 50 000 души от нападащата сила на Макклелан. Джаксън не претърпява ново поражение в Долината.
Чрез добавянето на голямата дивизия на ген.-м. Ричард Юел и малката дивизия на ген.-м. Едуард Джонсън, Джаксън увеличава армията си със 17 000 мъже. Той напада частите на врага си поотделно, по този начин преодолявайки тяхното числено превъзходство, побеждавайки бригадните генерали Робърт Милрой и Робърт Шенк при гр. МакДауъл и ген.-м. Натаниъл Банкс при Фронт Роял и Уинчестър, изгонвайки го от долината. Линкълн решава, че победата над Джаксън е от първостепенна важност и на Ървин МакДауъл е заповядано да изпрати 20 000 войници във Фронт Роял, а ген.-м. Джон Фремонт да се придвижи към Харисънбърг. Ако двете войски се съединят при Страсбърг, единственият път за отстъпление от долината на Джаксън ще бъде прекъснат. След серия от маневри Джаксън побеждава Фремонт при Крос Кийс, а бриг. ген. Джеймс Шийлдс при Порт Рипаблик на 8 и 9 юни. Войските на Съюза са оттеглени от долината.
Това е класическа военна кампания на изненада и маневри. Джаксън принуждава армията си да измине 1040 км за 48 дни и печели пет значителни победи със 17 000 войници срещу комбинирана сила на противника от 60 000. Репутацията, която Джаксън си създава за бързото придвижване на войските си, им спечелва прякора „пехотна кавалерия“. Той става най-именитият войник на Конфедерацията (по-късно това място заема Робърт Лий) и повдига духа на Южното общество.

### Полуостровна кампания
Полуостровният поход на Макклелан към Ричмънд затъва в битката при Седемте бора на 31 май и 1 юни. След като Долинната кампания завършва в средата на юни Джаксън и войските му са привикани да се присъединят към Армията на Северна Вирджиния на Робърт Лий в защита на столицата. Използвайки железопътен тунел под Планините на Синия хребет и транспортирайки войниците си до окръг Хановър посредством Централната Вирджинска железница, Джаксън и войниците му изненадващо се появяват пред Макклелан при Меканиксвил. Според докладите Джаксън е в долината Шенандоа; присъствието им пред Ричмънд спомага за надценяването на южняшките сили от страна на Макклелан. Това го кара да установи лагера си на много мили надолу по течението на р. Джеймс, далече от Ричмънд при Харисънс Лендинг, отстъпление, което дава край на Полуостровната кампания и води до голяма степен до удължаването на войната с почти три години.
Войските на Джаксън се представят добре в Седемдневните битки под командването на Лий, но самият Джаксън се представя лошо. Той пристига късно при Меканиксвил и необяснимо заповядва на мъжете си да установят бивак за нощта, недалеч от битката. Той пристига късно и е неориентиран в битката при Гейнс Мил. Той отново закъснява в битките при Севиджис Стейшън и Уайт Оук Суомп, той не използва бродове, за да прекоси р. Уайт Оук Суомп, опитвайки се в продължение на часове да възстанови мост, което ограничава участието му до неефективен артилерийски дуел и пропусната възможност. В битката при Малвърн Хил Джаксън участва в напразни „на парче“ фронтални атаки срещу окопаната Съюзна пехота и концентрирана артилерия и дава тежки жертви, но това е проблем за цялата армия на Лий в тази битка. Причините за мудните и лошо координирани действия на Джаксън в Седемдневните битки са спорни, макар липсата на сън след изнурителния поход и железопътно пътуване от долината Шенандоа вероятно да е била значителен фактор.

### От втората битка при Бул Рън до Фредериксбърг
Томас Джаксън често е характеризиран като дръзкия и офанзивен генерал от армията на Лий, а неговият колега командир на корпус ген.-л. Джеймс Лонгстрийт по-типично проповядва и изпълнява защитна стратегия и тактика. Джаксън е описан като армейския чук, а Лонгстрийт като наковалнята. В кампанията в Северна Вирджиния през 1862 г. стереотипът не се оправдава. Лонгстрийт командва Дясното крило (по-късно наречено Първи корпус), а Джаксън – Лявото крило. По заповед на Лий Джаксън започва похода със стремителна маневра, която поставя корпуса му в тила на Съюзната Армия на Вирджиния под командването на ген.-м. Джон Поуп, но заема отбранителна позиция и в действителност кани Поуп да го нападне. На 28 и 29 август, в началото на втората битка при Бул Рън Поуп обстрелва Джаксън, докато Лонгстрийт и останалата чат от Южната армия маршируват на север, за да достигнат бойното поле.
На 30 август Поуп счита, че Джаксън започва да отстъпва и Лонгстрийт се възползва от това, заповядвайки масивно нападение срещу левия фланг на Съюза с над 25 000 мъже. Въпреки яростната съпротива на Съюзната армия тя е принудена да отстъпи по начин, напомнящ за унизителната за тях първа битка при Бул Рън, водена на същото поле. Когато Лий решава да нападне Севера в Мерилендския поход, Джаксън заема Харпърс Фери, след което бърза да се присъедини към остатъка от армията при Шарпсбърг, Мериленд, където се бият с армията на Макклелан в атака при Антиетам. Антиетам е предимно отбранителна битка срещу превъзхождащи сили, но Макклелан не успява да се възползва от предимството си. Войниците на Джаксън понасят първоначалните атаки в северната част на бойното поле и привечер успешно отблъскват пробив в южния край, когато подчиненият на Джаксън ген.-м. Амброуз Хил пристига в последния момент от Харпърс Фери. Силите на Конфедерацията удържат позицията си, но битката е изключително кървава и за двете страни и Лий изтегля Армията на Северна Вирджиния обратно през р. Потомак, прекратявайки нашествието. Джаксън е повишен в чин генерал-лейтенант на 10 октомври и войските му са обозначени като Втори корпус.
Преди зимното лагеруване на армиите Вторият корпус на Джаксън удържа силен Съюзен щурм срещу десния Конфедеративен фланг в битката при Фредериксбърг, което се превръща в пълна победа за Юга. Малко преди битката Джаксън е въодушевен от писмото, уведомяващо го за раждането на дъщеря му Джулия Лора Джаксън на 23 ноември.

### Битка при Чансълърсвил
В битката при Чансълърсвил, започнала на 1 май 1863 г., Армията на Северна Вирджиния е сериозно заплашена от Армията на Потомак и новия ѝ командващ генерал Джоузеф Хукър. Генерал Лий решава да използва рискована тактика, за да отнеме инициативата и офанзивата от южния удар на Хукър -- той решава да раздели силите си. Джаксън и целият му корпус са изпратени на агресивна флангираща маневра вдясно от Съюзните линии. Флангиращото движение е едно от най-драматичните и успешни през войната. Докато язди с пехотата си на голямо разстояние на юг и запад от федералните линии, Джаксън използва кавалерията на ген.-м. Фицхю Лий, за да осигури по-добро разузнаване за местоположението на десния фланг и тила на Съюза. Резултатите надминават надеждите на Джаксън. Фицхю Лий открива целия десен фланг на Съюза в средата на открито поле, пазен само от две оръдия, насочени на запад, както и провизии и тилови лагери. Мъжете ядат и безгрижно играят игри, напълно несъзнаващи, че целият Конфедеративен корпус е на по-малко от километър и половина разстояние. Лий докладва на Джаксън, който се качва на хълм, за да погледне позицията, прошепва молитва, след което незабавно се връща при корпуса си и нарежда дивизиите си в боева линия, която да нападне директно самозабравилата се линия на Съюза. Южняците яздят тихо, докато се намират на 100 – 200 м от северняците, след което издават кръвожаден вик и се втурват в атака. Много от северняците са пленени, без да стрелят, а другите са разгромени. Джаксън ги преследва безмилостно до центъра на Съюзната позиция по сумрак.
Настъпването на нощта прекратява нападението. Докато Джаксън и щаба му се връщат в лагера си през нощта на 2 май, са сбъркани със Съюзна кавалерийска част от войници от 18-и Северно-Каролински пехотен полк, които викат: „Стой, кой е там?“, но стрелят преди да разберат отговора. Джаксън е уцелен с два куршума в лявата ръка и един в дясната длан. Няколко души от щаба му са убити както и много коне. Тъмнината и объркването не позволяват незабавното погрижване за Джаксън. Той е изпуснат от носилката, докато е евакуиран заради идващи топовни заряди. Лявата ръка на Джаксън е ампутирана до рамото от д-р Хънтър МакГуайър. Джаксън е прехвърлен чрез конска линейка в плантацията „Феърфийлд“ на Томас Чандлър на 45 км разстояние. Предложен му е домът на Чандлър, но той отказва и предлага офиса на плантацията вместо това. Вярва се, че е извън опасност, но незнайно за докторите е развил пневмония и се оплаква от болка в гърдите, която погрешно се взема за резултат от грубото му пренасяне. Докато Джаксън е на смъртното си легло, генерал Лий му изпраща послание чрез свещеник Бевърли Тъкър Лейси: „Предайте на генерал Джаксън моите почитания и му кажете: той е загубил лявата си ръка, а аз загубих дясната си“. Джаксън умира от пневмония на 10 май 1863 г. Последните му думи са: „Нека да прекосим реката и да си починем под сянката на дърветата“. Тялото му е преместено в имението на губернатора на Вирджиния за обществено поклонение и е погребано в паметното гробище Стоунуол Джаксън в Лексингтън, Вирджиния. Лявата му ръка обаче е погребана от свещеник Лейси в погребалното място на семейството му в имота му Елууд в окръг Спотсилвания близо до полевата болница. Земята днес е притежание на Националната паркова служба и има обозначение на мястото, където е погребана ръката.

## Наследство

### Образ
Томас Стоунуол Джаксън е считан за една от великите фигури на Гражданската война. Той е дълбоко религиозен, дякон в Презвитерианската църква. Той предпочита да не води бой в неделя, макар да не отказва да го прави. Силно обича съпругата си и ѝ изпраща нежни писма. Джаксън често носи стара износена униформа и често изглежда като прояден от молци редник, а не като командващ корпус. За разлика от Робърт Лий Джаксън не е поразителна фигура, особено защото не е добър ездач и следователно язди кротък кон, а не буен жребец. Джаксън страда от силна загуба на слуха поради службата си в артилерията на САЩ. Той обича да яде плодове, особено праскови. Цял живот вярва, че едната му ръка е по-дълга от другата и от време на време я държи вдигната, за да уравновеси кръвообръщението си. Описван е като „шампион по спане“, понякога заспиващ с храна в устата си. Също става известно в Конфедеративната армия, че води войските си в пълни кръгове. Дори се излага хипотеза, че може да е страдал от синдрома на Аспергер Той е изключително потаен за плановете си и педантичен по отношение на дисциплината. Неговите подчинени се оплакват от тази потайност и че не са запознати с цялостните му намерения.
Много историци считат, че ако Джаксън е бил жив, Лий е можел да спечели битката при Гетисбърг. Желязната дисциплина брилянтно тактическо чувство на Джаксън горчиво липсват. Лий се доверява на Джаксън да изпълни заповедите му, давайки му само обща насока за крайните му цели. Джаксън има таланта да ги разбере и да вземе необходимите действия за изпълнението им. Наследникът му Робърт Юел няма тази дарба. Когато северняците се оттеглят на възвишенията южно от Гетисбърг, Лий му изпраща заповед „да завземе хълма, окупиран от врага, ако го намери за осъществимо, но да избегне генерално сражение до идването на другите дивизии от армията“. Без интуитивното разбиране на Джаксън и склонността да възприема внезапните тактически преимущества, Юел се отказва да направи опит, което е считано от историците за най-голямата изпусната възможност в битката.

### Семейство
След войната съпругата и дъщерята на Джаксън се местят от Лексингтън в Северна Каролина. Мери Ана Джаксън пише две книги за живота на съпруга си, публикувайки и някои от писмата му. Тя не се омъжва повторно и до смъртта си през 1915 г. е известна като „Вдовицата на Юга“. Дъщеря му Джулия се омъжва през 1885 г. за Уилям Крисчън, ражда две деца Джулия Джаксън Крисчън (1887 – 1991) и Томас Джонатан Джаксън Крисчън (1888 – 1952) и умира през 1889 г. от тиф. Потомците на Джаксън живеят и днес. Близката връзка между него и сестра му Лора е разрушена по време на Гражданската война, когато тя става отявлена привърженичка на Съюза, чиито войски окупират градчето ѝ Бевърли, Западна Вирджиния, и тя се грижи за ранените. Конят му Малкият дорест, който язди през цялата война и когато е прострелян, умира през март 1886 г. на 36 г. и е погребан близо до статуя на Джаксън на плаца на ВИВ.

### Популярност
Стихотворението Начинът на Стоунуол Джаксън (Stonewall Jackson's Way), написано от един от неговите войници, става популярна песен. Щатският парк Стоунуол Джаксън в Западна Вирджиния е именуван в негова чест. Наблизо се намира Центъра за целоживотно учене Джаксънс Мил, служещ като специална част от Университета на Западна Вирджиния. Във Вирджиния се отбелязва денят на Джаксън-Лий всеки януари в петък преди третия понеделник.
Джаксън е изобразен на огромен барелеф на Каменната планина, близо до Атланта, Джорджия заедно с Джеферсън Дейвис и Робърт Лий. Тримата са изобразени на коне, яздейки от дясно наляво насред планината. Долната част на конете се слива с планината. Тримата ездачи държат шапките си в ръцете си. Това е най-големият подобен барелеф в света.
Джаксън е изобразен на банкнотата от $ 500 на Конфедерацията от 17 февруари 1864 г.
Подводницата Стоунуол Джаксън, пусната на вода през 1964 г., е третият съд на флота, кръстен на него. На нейния флаг са изписани думите „Сила-подвижност“, взети от писма на Джаксън. Излиза от действие през 1995 г. През Втората световна война флота кръщава един кораб на свободата Т. Дж. Джаксън.
Томас Джаксън е основна фигура в романа и филма Богове и генерали.